# Stefan Kirew
Stefan Kirew (bulgarisch: Стефан Кирев; * 14. Oktober 1942 in Turija, Stara Zagora) ist ein ehemaliger bulgarischer Radrennfahrer.

## Sportliche Laufbahn
Kirew (mit vollständigem Namen Stefan Stefanow Kirew) war Teilnehmer der Olympischen Sommerspiele 1964 in Tokio. Dort startete er im 1000-Meter-Zeitfahren und belegte beim Sieg von Patrick Sercu den 15. Platz.